# Barrage-écluse de Waulsort

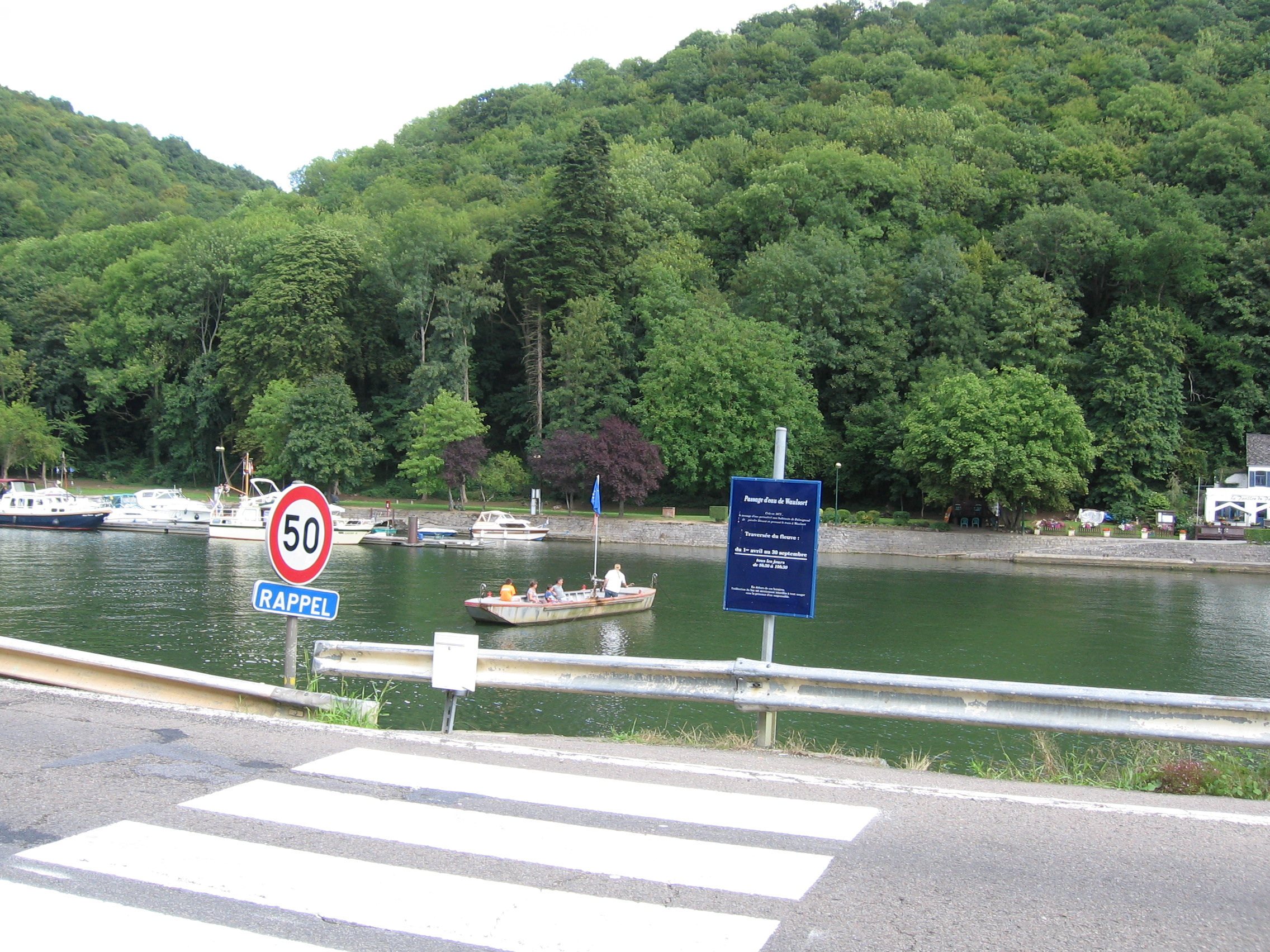
Le passeur d'eau.

Le barrage-écluse de Waulsort, l'écluse de Waulsort ou encore le barrage de Waulsort, officiellement l'écluse 2 Waulsort, est un barrage-écluse sur la Meuse, dans la province de Namur, en Belgique. Ce barrage-écluse est composé d'un barrage en amont sur la Meuse long d'environ 90 mètres et d'une écluse en aval sur une partie de la Meuse canalisée, la séparant du reste de la Meuse, longue d'environ 100 mètres et large d'environ 12 mètres ; l'écluse est séparée du barrage d'environ 500 mètres. C'est le second barrage et la seconde écluse sur la Meuse en Belgique en venant de la France, dans le sens du courant du fleuve.
Aménagement d'importance pour la commune d'Hastière (qui comprend une deuxième écluse en amont) permettant le passage de bateaux en amont de la Meuse vers la France, il est ainsi important également pour la région wallonne et l'économie de la Haute-Meuse. On y trouve également le dernier passage d'eau en fonction sur la Meuse en Belgique.

## Localisation
Le barrage-écluse se situe dans le village de Waulsort de la commune namuroise de Hastière en région wallonne. Ce barrage-écluse est le second que l'on rencontre en Belgique après avoir franchi la frontière franco-belge à 8,85 km de là. En amont, le barrage-écluse est précédé par le pont d'Hastière-Lavaux à 3,35 km et le barrage-écluse d'Hastière à 4,79 km ; alors qu'en aval, il est suivi par le viaduc d'Anseremme à environ 7 km et par l'écluse 3 dite d'Anseremme à 7,18 km. Le viaduc Charlemagne se situe à 7,8 km en aval.

## Description de l'ouvrage

### Écluse
L'écluse est longue de 100 mètres et large de 12 mètres.

### Barrage

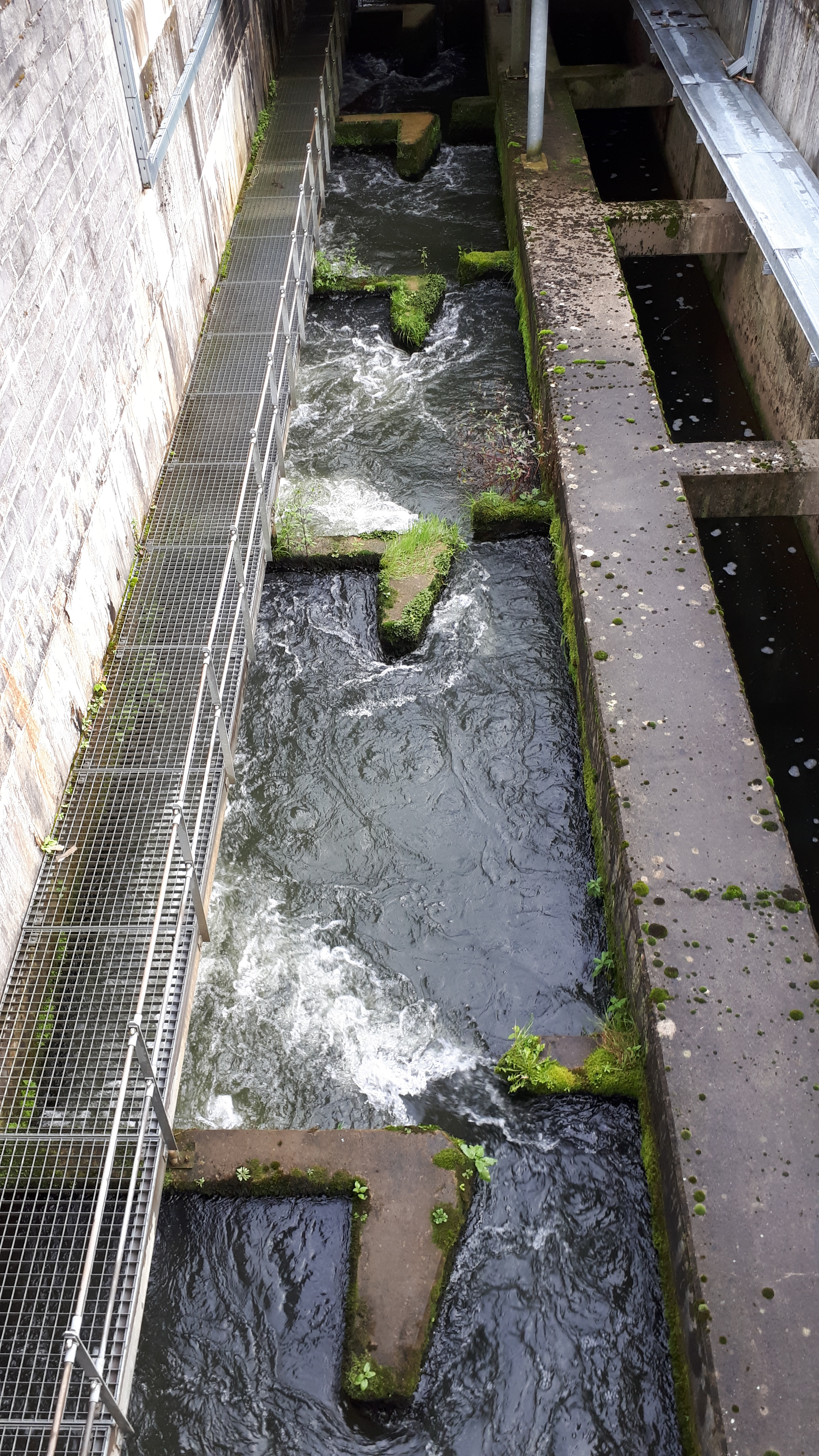
L'échelle à poissons.

Le barrage, comme les autres barrages de la Haute-Meuse, a été rénové. Les travaux de modernisation ont débuté en 1996 et se sont terminés en 2000. Il est composé de trois bouchures de 25 mètres de large et est équipé de vannes-segments ainsi que de clapets commandés par des vérins oléo-hydrauliques. Une échelle à poissons se situe à côté du barrage.

#### Passerelle
Une passerelle piétonne métallique, aménagée en 2002 et d'un coût total de 421 418 euros, a été construite pour franchir le barrage. C'est le bureau Greisch qui en est à l'origine avec comme maître d'ouvrage le Ministère wallon de l'équipement et des transports ainsi que les Voies hydrauliques de Namur. Elle est de type treillis métallique avec un tablier en bois.

## Faune
En février 2021, un habitant de la commune, assisté par les services de secours et les pompiers de la zone Dinaphi, a secouru un castor de 25 kg coincé au niveau de l'écluse. C'est la première fois que les pompiers de la zone de secours assistent à un tel événement.